# Sibirischer Blaustern

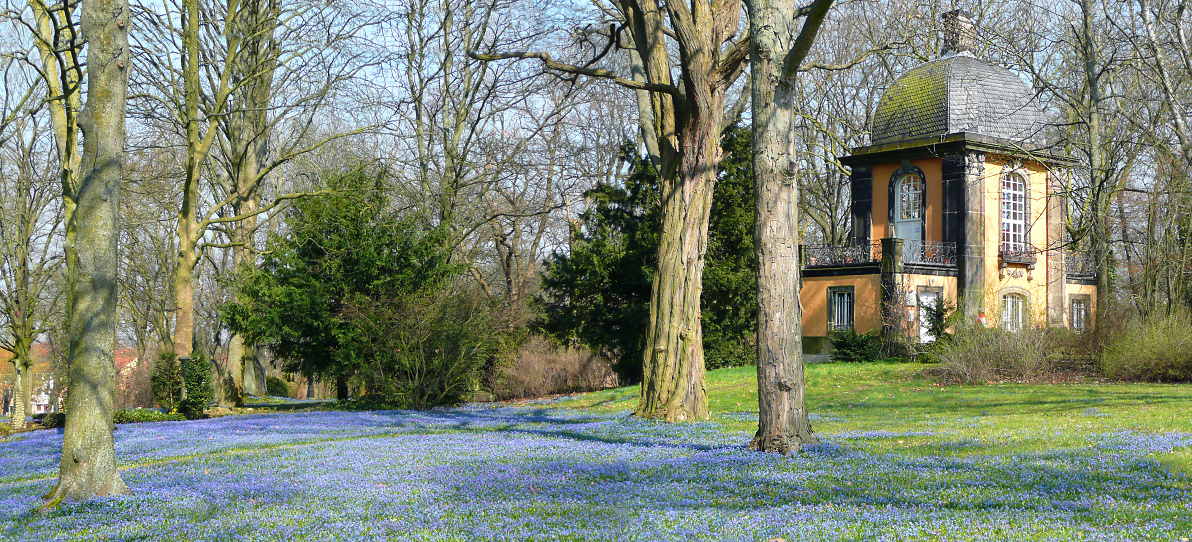
Flächenhafte Blüte des Sibirischen Blausterns in Hannover am Lindener Berg

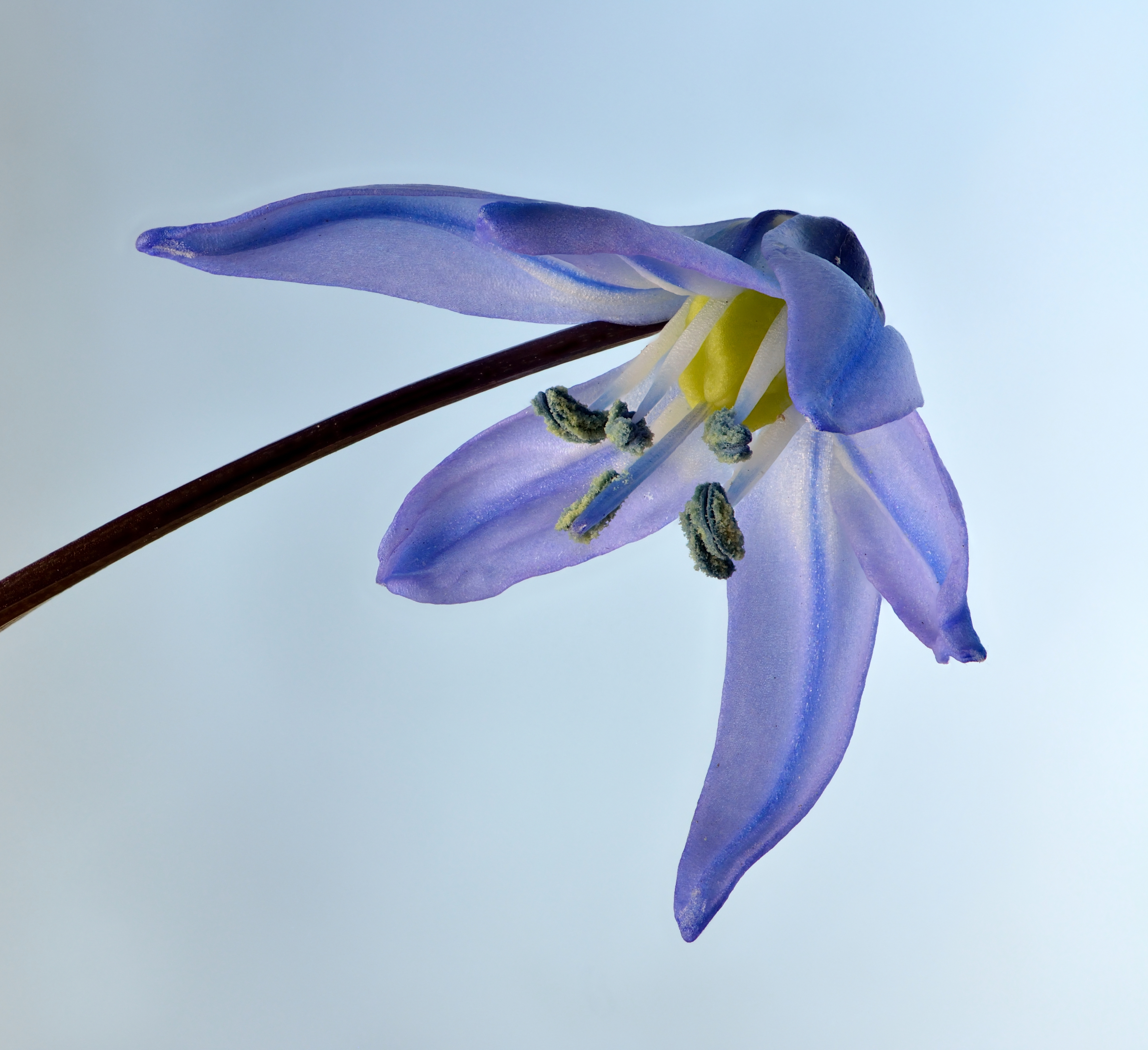
Blüte

Der Sibirische Blaustern (Scilla siberica), auch Nickende Sternhyazinthe und Sibirische Sternhyazinthe genannt, ist eine Pflanzenart in der Gattung Blausterne (Scilla), die zur Familie der Spargelgewächse (Asparagaceae) gehört.

## Merkmale
Der Sibirische Blaustern ähnelt dem Zweiblättrigen Blaustern (Scilla bifolia). Er hat zwei bis vier linealische Laubblätter an einem Spross. An dem 10 bis 15 Zentimeter hohen Stängel stehen ein bis drei Blüten. Die blauen Blüten sind anders als beim Zweiblättrigen Blaustern etwas glockig und nickend. Auch die Samen des Sibirischen Blausterns sind mit einem Elaiosom ausgestattet und können durch Myrmekochorie ausgebreitet werden.
Er blüht von März bis April.
Die Chromosomenzahl beträgt 2n = 12 oder 18.

## Vorkommen
Diese Pflanzenart stammt aus dem sarmatisch-pontischen Gebiet (Türkei, Südrussland, Kaukasus, Iran), wo sie in feuchten, offenen Wäldern vorkommt. Sie gilt in Mitteleuropa als Stinsenpflanze.

## Systematik
Man kann vier Unterarten unterscheiden:
- Scilla siberica subsp. armena (Grossh.) Mordak: Sie kommt von der östlichen, nordöstlichen und zentralen Türkei bis Transkaukasien und dem Libanon vor.[2]
- Scilla siberica subsp. caucasica (Miscz.) Mordak: Sie kommt von Transkaukasien bis zum Irak und Iran vor.[2]
- Scilla siberica subsp. otschiauriae (Mordak) Mordak: Sie kommt im östlichen Transkaukasien vor.[2]
- Scilla siberica subsp. siberica: Sie kommt von der Krim bis zum Kaukasus vor und ist in vielen Ländern Europas und Amerikas ein Neophyt.[2]

## Kultur
In Europa ist der Sibirische Blaustern eine beliebte frühblühende Zierpflanze in Gärten und Parks. Er gedeiht besonders an schattigen und halbschattigen, frischen Standorten. Manchmal verwildert er und kann dann Massenbestände bilden. Es gibt eine weiße Kulturform.